# Lente (geología)

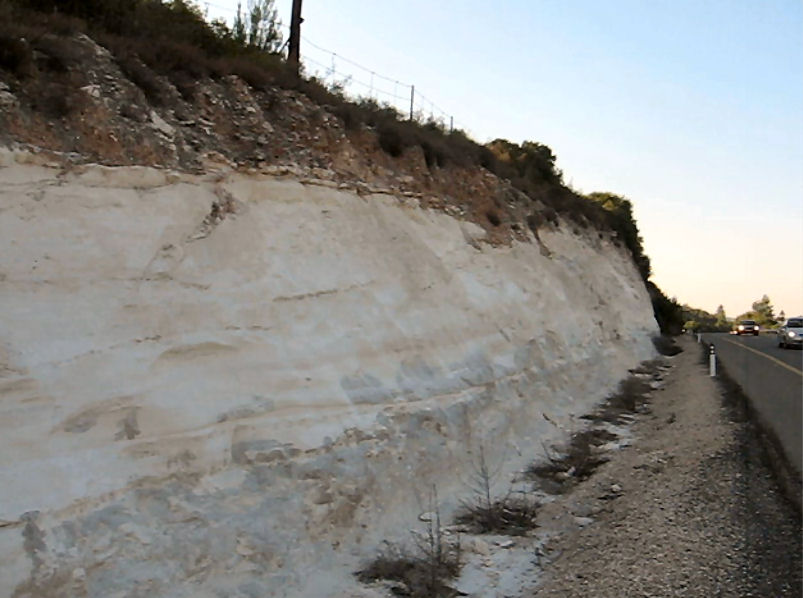
Lente mostrada al lado de una carretera.

En geología, una lente o lentejón es un cuerpo de mineral o roca que es grueso en el medio y delgado en los bordes, similar a una lente convexa en sección transversal.Puede tratarse de cualquier tipo de roca. Se forman por una diferencia en los minerales acumulados o por la presencia de pendientes de las cuencas de sedimentación.
Los adjetivos lenticular y lentiforme se utilizan para describir formaciones similares a lentes. Lentícula es sinónimo de lente, pero también puede referirse a un fragmento de roca que tiene forma de lente. Lentículo se utiliza para lentes pequeñas.
Una lente también puede referirse a una unidad menor en una formación de roca, similar a un miembro, pero que generalmente no se extiende sobre una gran área geográfica. En este uso, la lenteja se adelgaza hacia los bordes.
La estratificación lenticular es una forma especial de roca intercalada entre una lutita y arenisca ondulada con laminas cruzadas. Las lentes u ondulaciones en los lechos lenticulares son discontinuas en todas las direcciones. 